# 청주시 흥덕구 (2016년 선거구)
청주시 흥덕구는 대한민국의 국회의원 선거구이다. 충청북도 청주시 흥덕구 일대를 관할한다. 현 지역구 국회의원은 더불어민주당의 이연희이다.

## 역사
2014년 7월, 청주시와 청원군이 통합하여 통합 청주시가 출범하였다. 이때 청주시 흥덕구 을 선거구에 해당하는 지역과 청원군에 속해있던 오송읍, 옥산면, 장내면 지역을 흥덕구가 관할하게 되었다. 이에 대한민국 제20대 국회의원 선거를 앞두고 흥덕구 지역을 관할하는 선거구로 신설되었다.

## 관할 구역
| 대수  | 관할 구역          |
| ----- | ------------------ |
| 20대~ | 청주시 흥덕구 일원 |

## 역대 국회의원
| 선거   | 정당 | 정당         | 의원   |
| ------ | ---- | ------------ | ------ |
| 2016년 |      | 더불어민주당 | 도종환 |
| 2020년 |      | 더불어민주당 | 도종환 |
| 2024년 |      | 더불어민주당 | 이연희 |

## 역대 선거 결과

### 대한민국 제20대 국회의원 선거
|  | 45.75% |

|  | 36.64% |

|  | 11.31% |

|  | 6.27% |

### 대한민국 제21대 국회의원 선거
|  | 55.80% |

|  | 42.95% |

|  | 1.23% |

### 대한민국 제22대 국회의원 선거
|  | 51.76% |

|  | 44.58% |

|  | 3.64% |

## 같이 보기
- 충청북도의 선거구
- 청주시 흥덕구